# Jesús Moliné Labarta
Jesús Moliné Labarta (La Puebla de Alfindén, 29 gennaio 1939) è un vescovo cattolico e missionario spagnolo, dal 3 novembre 2014 vescovo emerito di Chiclayo.

## Biografia
Jesús Moliné Labarta è nato a La Puebla de Alfindén il 29 gennaio 1939.

### Formazione e ministero sacerdotale
Ha compiuto gli studi secondari presso il seminario minore di Saragozza e quelli di filosofia e teologia presso il seminario metropolitano della stessa città. Ha conseguito il dottorato in diritto canonico presso l'Università di Navarra a Pamplona.
Il 28 marzo 1965 è stato ordinato presbitero per l'arcidiocesi di Saragozza. In seguito è stato vicario coadiutore della parrocchia del Salvatore e di Santa Maria a Ejea de los Caballeros dal 1965 al 1968 e professore di religione presso l'Istituto Congiunto numero 1 di Saragozza.
Nel 1973 si è trasferito in Perù dove ha prestato servizio come professore all'Università di Piura, parroco di Santa Ana de La Huaca a Piura e membro del tribunale ecclesiastico metropolitano.
Nel 1977 è tornato in Spagna. In seguito è stato professore presso l'Opera Diocesana di Santo Domingo de Silos a Saragozza e giudice presso il tribunale ecclesiastico metropolitano di Saragozza.
Nel 1987 è stato inviato nuovamente in Perù. È stato professore di teologia e filosofia presso il seminario "San Giovanni M. Vianney" a Piura, professore all'Università di Piura, giudice del tribunale ecclesiastico diocesano e collaboratore pastorale presso le parrocchie di Nostra Signora Signora di Fátima a Piura dal 1987 al 1992 di San Pietro e San Paolo a Piura dal 1992 al 1997. Nel 1993 l'arcivescovo Óscar Rolando Cantuarias Pastor lo ha nominato rettore del seminario metropolitano di Piura.

### Ministero episcopale
L'8 febbraio 1997 papa Giovanni Paolo II lo ha nominato vescovo coadiutore di Chiclayo. Ha ricevuto l'ordinazione episcopale il 19 marzo successivo nel santuario di Nostra Signora della Pace a Chiclayo dal vescovo di Chiclayo Ignacio María de Orbegozo y Goicoechea, co-consacranti l'arcivescovo Fortunato Baldelli, nunzio apostolico in Perù, e l'arcivescovo metropolita di Piura Oscar Rolando Cantuarias Pastor. Il 4 maggio dell'anno successivo, giorno della morte di monsignor de Orbegozo y Goicoechea, gli è succeduto nella medesima sede.
Il 19 dicembre 1998 ha inaugurato le attività accademiche dell'Università Cattolica Santo Toribio de Mogrovejo a Chiclayo, proseguendo il progetto del suo predecessore e diventandone il primo gran cancelliere.
Ha svolto un intenso ministero episcopale, esercitato soprattutto attraverso le visite pastorali e la dedizione al seminario diocesano.
Nel giugno del 2002 e nel maggio del 2009 ha compiuto la visita ad limina.
Il 3 novembre 2014 papa Francesco ha accettato la sua rinuncia al governo pastorale della diocesi per raggiunti limiti di età. In seguito è tornato in patria e ha preso alloggio nella residenza sacerdotale "San Carlo" a Saragozza.
Ha ricevuto la medaglia Señor de Sipán della regione di Lambayeque nel 2012, un dottorato honoris causa dall'Università Señor de Sipán di Chiclayo nel 2014 e la medaglia della città dell'Arena insieme a un crocifisso, in riconoscimento della sua opera pastorale, nel 2015.

## Genealogia episcopale
La genealogia episcopale è:
- Cardinale Scipione Rebiba
- Cardinale Giulio Antonio Santori
- Cardinale Girolamo Bernerio, O.P.
- Arcivescovo Galeazzo Sanvitale
- Cardinale Ludovico Ludovisi
- Cardinale Luigi Caetani
- Cardinale Ulderico Carpegna
- Cardinale Paluzzo Paluzzi Altieri degli Albertoni
- Papa Benedetto XIII
- Papa Benedetto XIV
- Papa Clemente XIII
- Cardinale Bernardino Giraud
- Cardinale Alessandro Mattei
- Cardinale Pietro Francesco Galleffi
- Cardinale Filippo de Angelis
- Cardinale Amilcare Malagola
- Cardinale Giovanni Tacci Porcelli
- Cardinale Juan Gualberto Guevara
- Cardinale Fernando Cento
- Cardinale Juan Landázuri Ricketts, O.F.M.
- Vescovo Ignacio María de Orbegozo y Goicoechea
- Vescovo Jesús Moliné Labarta